# آژانس دوستی سیرانو
آژانس دوستی سیرانو (به کره‌ای: 연애조작단; 시라노; انگلیسی: Dating Agency: Cyrano) یک مجموعهٔ تلویزیونی کره جنوبی محصول سال ۲۰۱۳ با بازی لی جونگ هیوک، سویونگ، لی چون‌هی، هونگ جونگ هیون و چو یون وو است. این مجموعه حول محور یک آژانس دوست‌یابی می‌چرخد. عنوان کاری اولیه این مجموعه، آژانس دوست‌یابی گل پسر (به کره‌ای: 꽃미남 연애조작단; لاتین‌نویسی اصلاح‌شده: Ggotminam Yeonaejojakdan; انگلیسی: Flower Boy Dating Agency) بود.